# District de Plzeň-Sud
Le district de Plzeň-Sud (en tchèque : okres Plzeň-jih) est un des sept districts de la région de Plzeň, en Tchéquie. Son chef-lieu est la ville de Plzeň.

## Liste des communes

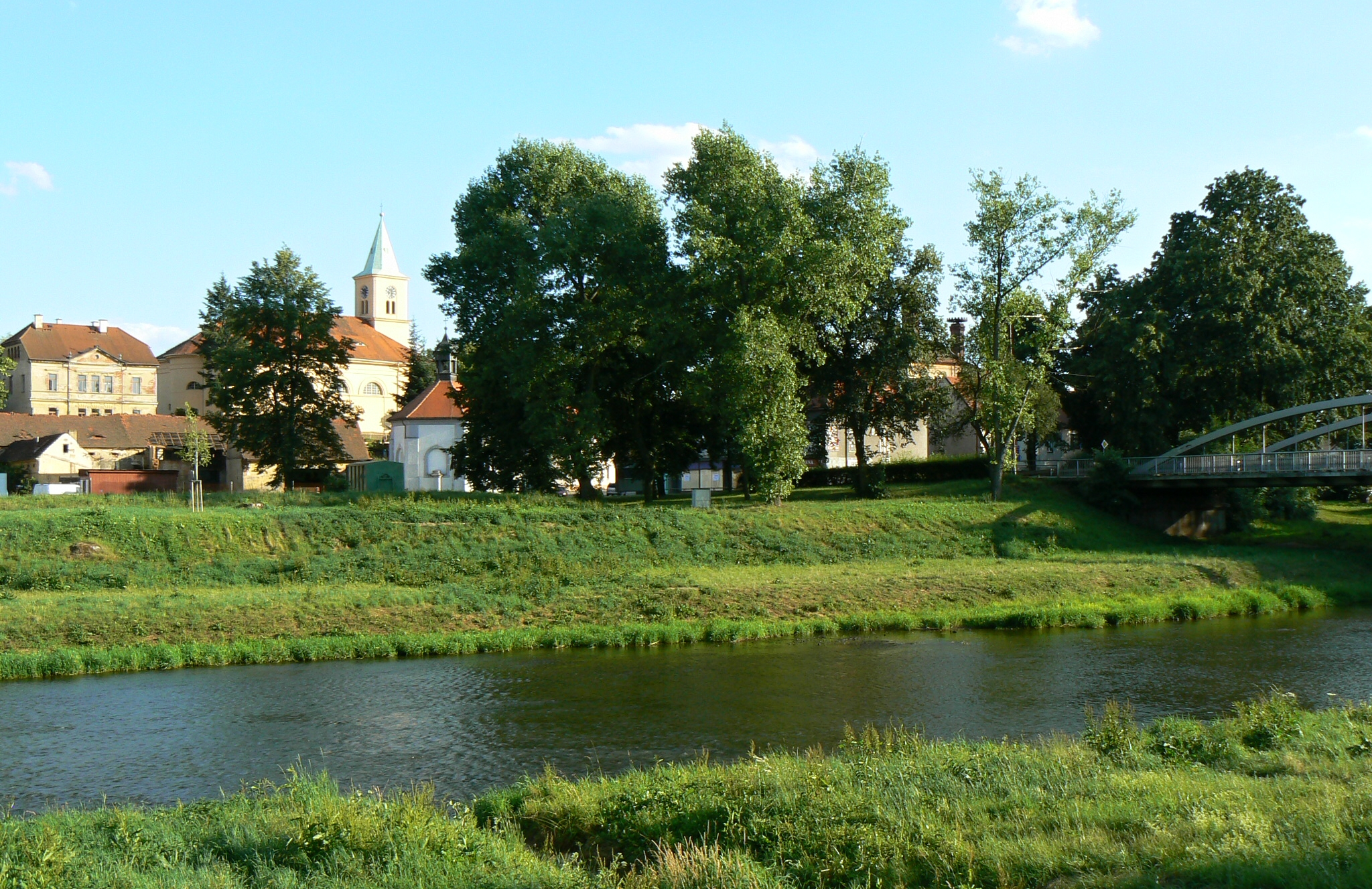
La rivière Radbuza dans la ville de Stod, dans le district de Plzeň-Sud.

Le 1er janvier 2021, la ville de Holýšov et huit communes environnantes (Bukovec, Čečovice, Černovice, Horní Kamenice, Kvíčovice, Neuměř, Štichov et Všekary) ont été détachées du district de Domažlice et réunies au district de Plzeň-Sud. 
Le district compte désormais 99 communes, dont huit ont le statut de ville (město, en gras) et une celui de bourg (městys, en italique) :
Blovice -
Bolkov -
Borovno -
Borovy -
Buková -
Bukovec -
Čečovice -
Černovice -
Chlum -
Chlumčany -
Chlumy -
Chocenice -
Chotěšov -
Čižice -
Čížkov -
Čmelíny -
Dnešice -
Dobřany -
Dolce -
Dolní Lukavice -
Drahkov -
Holýšov -
Honezovice -
Horní Kamenice -
Horní Lukavice -
Horšice -
Hradec -
Hradiště -
Jarov -
Kasejovice -
Kbel -
Klášter -
Kotovice -
Kozlovice -
Kramolín -
Kvíčovice -
Letiny -
Líšina -
Lisov -
Louňová -
Lužany -
Měcholupy -
Merklín -
Mileč -
Milínov -
Míšov -
Mladý Smolivec -
Mohelnice -
Nebílovy -
Nekvasovy -
Nepomuk -
Netunice -
Neuměř -
Neurazy -
Nezdice -
Nezdřev -
Nová Ves -
Nové Mitrovice -
Oplot -
Oselce -
Otěšice -
Polánka -
Prádlo -
Předenice -
Přestavlky -
Přeštice -
Příchovice -
Ptenín -
Radkovice -
Řenče -
Roupov -
Seč -
Sedliště -
Skašov -
Soběkury -
Spálené Poříčí -
Srby -
Štěnovice -
Štichov -
Stod -
Střelice -
Střížovice -
Tojice -
Třebčice -
Týniště -
Únětice -
Útušice -
Ves Touškov -
Vlčí -
Vlčtejn -
Vrčeň -
Všekary -
Vstiš -
Žákava -
Zdemyslice -
Ždírec -
Zemětice -
Žinkovy -
Životice

## Principales communes
Population des dix principales communes du district au 1er janvier 2024 et évolution depuis le 1er janvier 2023 :	
| Přeštice       | 6 804 | en augmentation |
| Dobřany        | 6 435 | en augmentation |
| Holýšov        | 5 726 | en augmentation |
| Blovice        | 4 196 | en augmentation |
| Stod           | 3 628 | en diminution   |
| Nepomuk        | 3 526 | en augmentation |
| Chotěšov       | 3 086 | en augmentation |
| Spálené Poříčí | 2 997 | en augmentation |
| Chlumčany      | 2 431 | en diminution   |
| Štěnovice      | 2 329 | en augmentation |
| Kasejovice     | 1 373 | en diminution   |